# Geert Timmer
Geert Timmer (Assen, 1908 - Norg, 22 augustus 1978) was een Nederlandse motorcoureur.
In de jaren voor de Tweede Wereldoorlog behaalde Timmer een aantal successen in de motorsport. Tijdens de TT Assen van 1926 werd hij eerste in de 175 cc-klasse en in 1931, 1932 en 1936 was hij beste Nederlander in de 250 cc-klasse.
In december 1930 organiseerde de Nederlandse importeur van New Imperial motorfietsen een duurtest waarbij met een 350 cc model een afstand van 25.000 km moest worden afgelegd. "De Blauwe Prins" werd tijdens die rit bestuurd door afwisselend de motorcoureurs Bertus van Hamersveld sr., Piet van Dinter en Geert Timmer. Het parcours liep grofweg van Bussum (start en finish was bij Café De Rozeboom aan de Brinklaan) via Harderwijk, Zutphen en Arnhem weer terug naar Bussum. De rit was in die dagen een nationaal evenement waar alle kranten dagelijks over berichtten terwijl honderden mensen langs de route stonden. De rit werd gereden onder buitengewoon barre omstandigheden met sneeuw en ijzel. Kort voor de kerst werd de 25.000 km bereikt en reden de drie coureurs nog één ererondje op drie New Imperials van het model "Blue Prince".
Na zijn actieve carrière was Timmer lid van de TT-commissie. Op het TT-Circuit Assen is een bocht en een tribune naar hem vernoemd. Hij was de vader van sportbondbestuurder en commentator Jaap Timmer.

## Resultaten
- Winnaar van de TT Assen 1926 in de 175 cc-klasse.
- Nederlands kampioen op de New Imperial 250 cc in 1929, 1931, 1932, 1933 en 1936.
- Driemaal een gouden medaille bij de motorzesdaagse.